# خميس مطير
خميس مطير مركز وتجمع سكاني يتبع مُحافظة محايل عسير في منطقة عسير في جنوب غرب المملكة العربية السعودية. و تتوسط حاضرة مركز بللسمر وبللحمر تهامة وهذا مما اكسبها أهمية كبير بالإقليم وتركز بها الدوائر الحكومية كما يوجد بها السوق الشعبي الأسبوعي كما إن لسطحها المنبسط دور في سهولة الوصول إليها ومنها لباقي قرى الإقليم وهي تعتبر المكان المركزي الأعلى في الرتبة في التسلسل العمراني للمنطقة. وهي تبعد عن محافظة محايل حوالي 20 كم تقريبا.

## الأحياء
مكونة من عدة أحياء بمعناها الحضاري وهذه الأحياء هي:
- الخميس مطير: وسط البلدة والمركز بوجه العموم ومقر الدوائر الحكومية لمركز بللسمر وبللحمر تهامة ومقر السوق الأسبوعي المقام يوم الخميس والمنسوب إلى البلدة وليست هي المنسوبة إلى السوق لأنها سبقته في القدم والتسمية.
- قشعه: تقع شمال الخميس مطير وهي الحى الثاني من حيث الأهمية والتعداد السكاني وهي تشهد نموا سريعا وزحفا عمرانيا لوقوعها على خط مركز ثلوث المنظر مركز خميس مطير الرئيسي.
- السر وعويدين والشعب: جميعها تقع غرب البلدة.
- العصبة: جنوب البلدة الشرقي .
- الرهوة
- الممشاة
- العصبة
- حفايل
- الخائع
- 1العريض وآل حلان والرسود
- المنصورة: حي جديد اتجه إليه سكان قرية ( العريض ) إلى الجنوب من البلدة.
- أبو قرنين: حي جديد إلى الشمال الغربي من البلدة اغلب سكانه من أهالي الجبال الذين استقروا هناك وعمرو المساكن.

والبلدة تمثل قرى وإحياء متناثرة يطلق عليها مجتمعة ( آل أمطير )

## المساحة
تبلغ مساحتها حوالي 18 كم2.
يحدها:

## السكان
يسكن بلدة خميس مطير قبيلة آل مطير من قبائل بني مالك تهامة ويقدر عددهم ما يقارب 6000 نسمة يمثل غير السعوديين حوالي 2% . و98% سعوديين 8% من القبائل الوافدين والمستقرين بالبلدة 90% سكان البلدة الأصليين وهم ينتمون إلى رجال الحجر (بني منبح بللسمر).

## التضاريس
تضاريس البلدة هضبي سهلي منبسط يساعد على تركز السكان والسكن منذ زمن قديم

## موارد المياه
تعدِ بلدة خميس مطير من أغنى القرى والبلدات السهلية بالإقليم بالمياه منذ القدم لموقعها المميز على وادي المخاضة ووادي قشعه دائما الجريان على طول أيام السنة. وألان توجد آبار تم حفرها لتغطي احتياجات السكان من المياه التي تشهد تذبذب وجفافا سواء في الأمطار أو مجاري الأودية

## التربة
التربة بالبلدة جيده صالحة للزراعة مما ساعد على الاستقرار في السابق وهي تعتمد على الأمطار والسيول في زراعتها حيث كان يتم زراعة الحبوب بأنواعها البيضاء والحمراء والصفراء كذلك السمسم والدخن.

## الخدمات
توجد بالبلدة عدد من الدوائر الحكومية والتي بدورها تخدم باقي قرى وهجر إقليم مركز بللسمر وبللحمر تهامة وهذه الدوائر هي:
- مركز بللسمر وبللحمر تهامة
- المحكمة العامة الشرعية
- مخفر للشرطة
- مركز للرعاية الصحية الأولية
- مركز لهيئة الأمر بالمعروف والنهي عن المنكر
- مدارس ابتدائية ومتوسطة وثانوية للبنيين والبنات
- جمعية تحفيظ القرآن الكريم ومكتب للبريد
- مركز لجمعية البر الخيرية بتهامة

كما تتمتع البلدة بخدمات الاتصالات من جوال وهاتف ثابت وطاقة كهربائية.